# Armigeres manalangi
Armigeres manalangi är en tvåvingeart som beskrevs av Francisco E. Baisas 1935. Armigeres manalangi ingår i släktet Armigeres och familjen stickmyggor.
Artens utbredningsområde är Filippinerna. Inga underarter finns listade i Catalogue of Life.